# 鲍勃·韦伯斯特
鲍勃·韦伯斯特（英語：Bob Webster，1938年10月25日—），美国男子跳水运动员。他曾代表美国参加1960年和1964年夏季奥林匹克运动会跳水比赛，获得二枚金牌，均来自男子10米跳台项目。